# しのび恋
「しのび恋」（しのびこい）は、1974年1月25日に発売された八代亜紀の7枚目のシングル。

## 解説
前年1973年にリリースした「なみだ恋」に続き、東映で映画化された（後述）。
同年5月にリリースした「愛ひとすじ」と共に年間TOP50にランクインしたが（「愛ひとすじ」は25位）、同年の紅白では「愛ひとすじ」の方がヒットしていたため、本楽曲は歌唱されなかった。

## 収録曲
- 両楽曲共に、編曲：伊藤雪彦

1. しのび恋（3分09秒）
作詞：悠木圭子／作曲：鈴木淳
2. みれん雨（3分42秒）
作詞：野本高平／作曲：伊藤雪彦

## 映画
本作を原作とする歌謡映画『夜の演歌 しのび恋』は1974年4月13日に東映系で公開。『夜の歌謡シリーズ』第11作目で、冠を『夜の歌謡シリーズ』から『夜の演歌』に変更したが、本作を以てシリーズは終了した。カラー、シネマスコープ、75分。
主演は前作『夜の歌謡シリーズ なみだ恋』に引き続き中島ゆたかで、八代亜紀も助演しており、また『夜の歌謡シリーズ』の多くに主演した梅宮辰夫も助演している。

### スタッフ
- 企画 - 安斉昭夫
- 脚本 - 成澤昌茂
- 監督 - 降旗康男
- 撮影 - 花沢鎮男
- 美術 - 三井祥示
- 音楽 - 津島利章
- 録音 - 宗方弘好
- 照明 - 正木武雄
- 編集 - 戸田健夫
- 助監督 - 小平裕
- スチール - 藤井善男

### 出演者
- 早瀬えみか - 中島ゆたか
- 近松いね子 - 白石奈緒美
- 戸川力 - 柴俊夫
- 大橋玄造 - 金子信雄
- 金森達也 - 藤村有弘
- 小野田守 - 佐藤晟也
- ドロシー松原 - 天路れい
- 下田まさ代 - 真木沙織
- ター坊 - 平井一幸
- タイガーストロング - 安岡力也
- 八代亜紀 - 八代亜紀
- 鯨田健 - 梅宮辰夫

### 同時上映
『暴力街』
- 脚本 - 掛札昌裕、中島信昭 / 監督 - 五社英雄 / 主演 - 安藤昇